# Fraternité blanche universelle
Pour les articles homonymes, voir FBU.
La Fraternité blanche universelle (FBU) est une association loi de 1901 fondée en France en 1948 par Omraam Mikhaël Aïvanhov. Elle a pour objet d'étudier et de mettre en réalisation l'enseignement de celui-ci, inspiré de l’ésotérisme chrétien de Peter Deunov et de la Fraternité blanche de Helena Blavatsky, aussi bien que de la kabbale juive.
Elle est décrite en 1995 parmi 172 autres mouvements comme une secte par la Commission parlementaire sur les sectes en France, de même que dans un rapport parlementaire ultérieur en 1999. Certains sociologues et historiens des religions la désignent également sous le terme générique de « nouveau mouvement religieux » ou « nouvelle spiritualité », qui est selon eux plus adapté à une analyse scientifique.

## Objectifs
La FBU se définit comme une « association culturelle qui a pour objet d'étudier, préserver, mettre en pratique et diffuser l'enseignement du maître spirituel Omraam Mikhaël Aïvanhov, ». Cet enseignement s’inspire de celui que Peter Deunov donna en Bulgarie de 1900 à 1944 : en 1922, il créa à Sofia une école ésotérique qu’il nomma « École de la Fraternité blanche ». Ce nom constitue probablement[réf. nécessaire] une référence à la Grande Loge Blanche mentionnée par Helena Blavatsky. Ses conférences, tout en indiquant de nombreuses pratiques de vie saine, réactualisaient l’esprit des Évangiles et annonçaient l’entrée de l’humanité dans une nouvelle ère de conscience collective,.

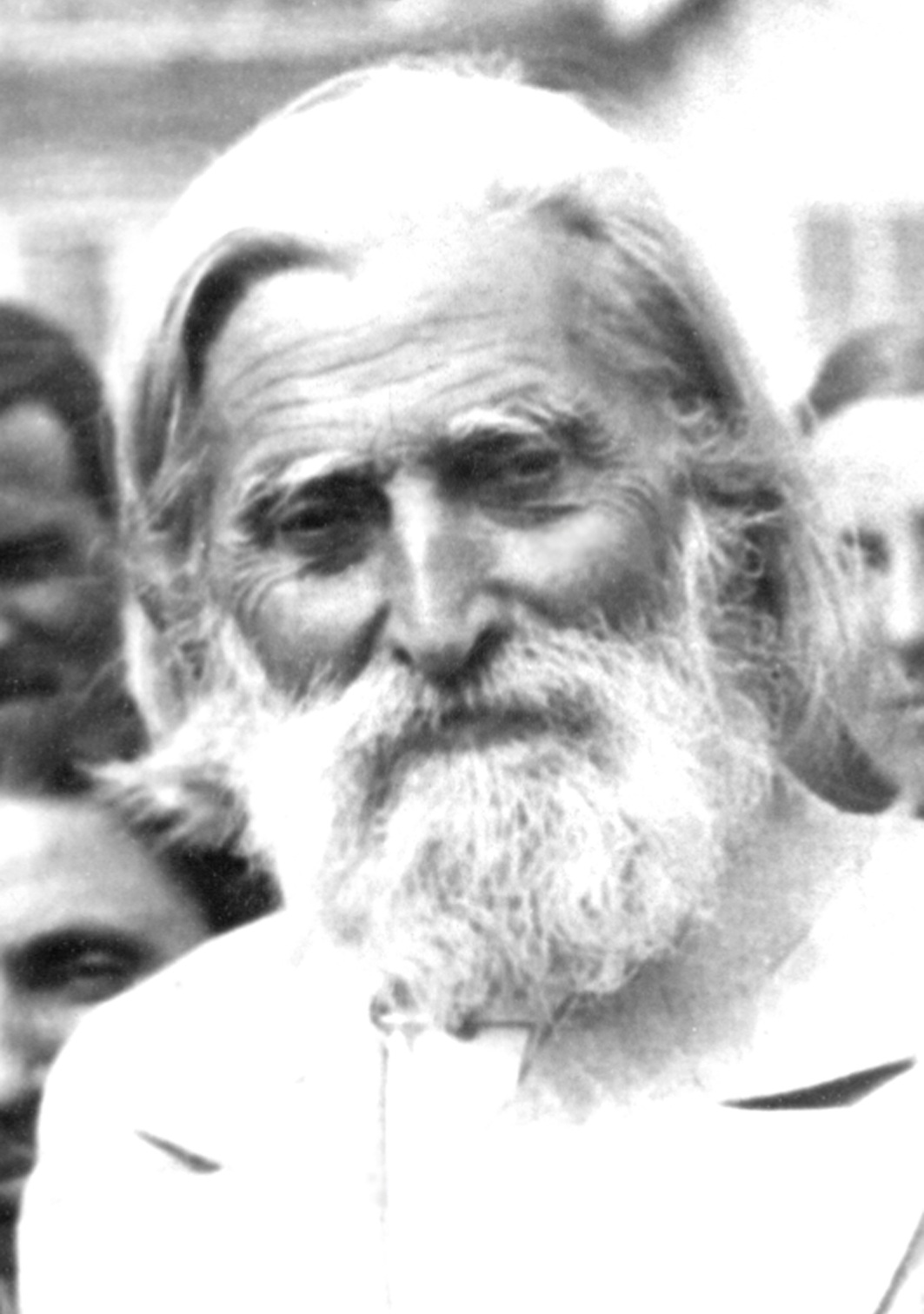
Peter Deunov

Au cours de la dernière décennie du XXe siècle, la Fraternité blanche (Bialo Bratstvo) de Bulgarie a pu se manifester et renaître en tant qu’association spiritualiste. La maison d’édition nommée elle aussi Bialo Bratstvo a pour objectif de diffuser les conférences et la musique de « Beinsa Douno », nom initiatique de Peter Deunov.
John Gordon Melton, historien des religions et spécialiste des nouveaux mouvements religieux à l’Université de Californie à Santa Barbara, indique dans Religions of the World que le concept de « fraternité blanche » désigne une « fraternité invisible d'êtres hautement évolués résidant sur un plan plus élevé d'existence ». En tant qu'organisation terrestre, le but de la fraternité blanche universelle consiste à « transmettre la religion éternelle du Christ, dans la continuité de l'Église de saint Jean, considérée dans de nombreuses traditions comme l'authentique spiritualité chrétienne ».

Au sortir de la seconde guerre mondiale, lors de la création de l’association française, Mikhaël Ivanoff fait ajouter à la dénomination Fraternité blanche le mot « universelle ». « L’époque vient, dit-il, où l’on doit apprendre à travailler non plus seulement pour soi-même, mais pour la terre entière ». Il s’agit d’une prise de conscience d’abord individuelle :
« Il faut donc travailler pour cette fraternité universelle intérieure, pour ce rapprochement des êtres, des peuples, des nations, afin qu’ils atteignent cette conscience sublime de l’unité et vivent dans la plénitude, dans l’abondance, dans la richesse intérieure ».
Une étude universitaire montre qu'au-delà de ces aspects mystiques, c'est la pratique physique de la danse qui apporte certains bienfaits aux adeptes : meilleur équilibre, meilleure endurance, agressivité réduite, et donc diminution des tendances dépressives.

## Fondation

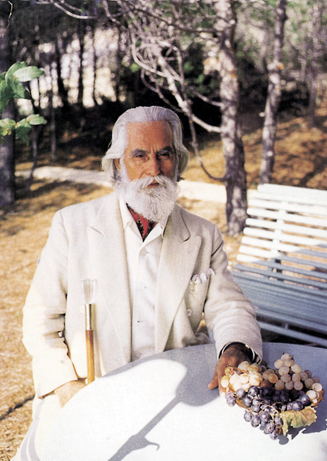
Mikhaël Ivanoff, dit Omraam Mikhaël Aïvanhov

Mikhaël Ivanoff (ultérieurement connu sous le nom de Omraam Mikhaël Aïvanhov), un disciple de Peter Deunov qui affirme agir à sa demande pour propager son enseignement, s'établit en France en juillet 1937. Il donne sa première conférence publique à Paris en 1938. Ses conférences consistent en un enseignement de mouvements de gymnastique, jeûnes, bains de soleil, repas végétariens, musique, prières, exercices respiratoires et méditation. En 1947, il crée la FBU, présentée comme la branche française du mouvement de Peter Deunov : le statut de l'association est enregistré en France en 1948.
Ivanoff meurt en 1986. Le mouvement se poursuit sous la présidence de Claude Lamy, puis de Jacques Gouygou à la mort de Lamy en 1995.

## Accusations de sectarisme
Mouvement ésotérique, l'association FBU est répertoriée comme secte dans un rapport de la Commission parlementaire sur les sectes en France publié en 1995. Elle y est décrite comme « un mouvement spirituel initiatique proposant un ésotérisme syncrétique, fondé sur l'identification avec les forces Christique et solaire, les lois du karma et la galvanoplastie spirituelle ». Un autre rapport parlementaire publié en 1999, portant sur les aspects financiers et économiques, cite la FBU parmi les mouvements sectaires. L'église chrétienne orthodoxe, puissante en Bulgarie d'où est originaire le mouvement, classe également la FBU parmi les sectes.
Certains universitaires préfèrent le terme de « nouveau mouvement religieux » à celui de « secte ». C'est ainsi qu'Antoine Faivre désigne la Fraternité blanche universelle dans son « Que sais-je ? » sur l'ésotérisme, de même que différents spécialistes du sujet, tels que Jean-François Mayer, Suzanne Rousseau, Milka Hristova, Oswald Eggenberger,. D'ailleurs, après la chute du bloc communiste en 1989, le gouvernement bulgare enregistre officiellement la Fraternité Blanche comme « religion ».
L'UNADFI considère en 2006 que « la FBU d’aujourd’hui doit toujours être considérée comme une organisation dangereuse dont l’effet peut être désastreux sur certaines personnes », et un rapport de la MIVILUDES détaille en 2005 certaines dérives de la FBU jugées également sectaires.

En 1990, un article du journal L'Enfant d'abord affirme que : 

« La vie au Bonfin est, elle aussi, typique du sectarisme. Culte collectif rendu au soleil lors de son apparition matinale, salut le bras droit levé, jeûnes réguliers, régime végétarien, soumission totale, endoctrinement perpétuel, pas de contacts avec l’extérieur, refus de la médecine « classique » et pas de rapports sexuels sans la permission expresse d’un supérieur. »

La FBU conteste ces affirmations et indique que :
« les activités des centres fraternels sont "ouvertes" et n'ont aucun caractère communautaire, chacun poursuivant ses activités professionnelles et familiales dans le monde. (…) Aucun rite n'accompagne les rencontres fraternelles et aucun "grade" n'établit de hiérarchie dans la collectivité ».

## Diffusion et patrimoine
Selon l'Express du 19 septembre 1996, le patrimoine de la FBU est évalué à 33 millions de francs sur une dizaine de sites[Quoi ?], cinq sociétés commerciales et quatre associations. La maison d’édition Prosveta est une société commerciale indépendante vouée à la diffusion de la doctrine de Mikhaël Ivanoff.
Selon le rapport de la commission parlementaire du 22 décembre 1995, elle compterait 500 à 2 000 adeptes. Le 19 septembre 1996, le magazine L'Express évalue leur nombre à 20 000, surtout situés dans les départements du Var et d'Ille-et-Vilaine; en 1999, le journal Libération évoque une dizaine de milliers de membres. D'après son site, la FBU est présente sous la forme d'« associations » dans une trentaine de pays.
En 2002, L'Express évalue la valeur du domaine du Bonfin à 2 millions de francs.